# Tadeusz Zawierucha
Tadeusz Zawierucha (ur. w styczniu 1935 w Radzionkowie, zm. 14 maja 1993) – polski pisarz i scenarzysta filmowy, laureat Nagrody im. Wilhelma Macha.

## Życiorys
Wcześnie został sierotą, podczas II wojny światowej wywieziono go do Rzeszy w celu germanizacji, był tamże wychowywany przez Niemców i poznał język niemiecki. Po wojnie powrócił z Drezna do Polski, gdzie uczył się języka polskiego. Po zakończeniu wojny wychowywał się w klasztornym sierocińcu, następnie ukończył technikum oraz Studium Nauczycielskie w Szczecinie. Bez powodzenia starał się o przyjęcie na studia aktorskie do łódzkiej szkoły filmowej, tzw. Toeplitzówki, co znalazło odbicie w fabule powieści Selekcja. Podejmował zatrudnienie w różnych zawodach, pracował jako: „ślusarz, planista, nauczyciel, celnik, pastuch, aktor, bokser, nocny stróż, kreślarz, piłkarz, ogrodnik, sprzedawca wody sodowej, instruktor teatralny, rekwizytor”, inspicjent oraz urzędnik Hartwigu.
W 1976 roku zagrał w 2. odcinku serialu Zaklęty dwór. Przyjaźnił się z Lindsayem Andersonem, który pragnął zrealizować jedną z jego teatralnych koncepcji; mieszkał w Warszawie przy ulicy Chłodnej. Pod koniec życia był dotknięty niedowładem prawej strony ciała.

## Nagrody
Wyróżnienia:
- nagroda główna Jantar 73 (wspólnie z Antonim Krauze) za scenariusz do filmu Palec Boży na I Międzynarodowych Spotkaniach Filmowych „Młodzież na ekranie” w Koszalinie (1973)[9][7] (w wysokości 10 tys. zł[5])
- Nagroda im. Wilhelma Macha za powieść Selekcja (1974)[2]

## Twórczość
Rozpoczął swoje pisarstwo od stworzenia tekstu dramatycznego. Zdaniem Alojzego Michalskiego, na dramatach Tadeusza Zawieruchy „odcisnęło się […] piętno wojny i PRL-u”. W 1968 roku napisał powieść Selekcja. Debiutował na łamach prasy w „Almanachu Młodych”. Pierwszą książkę opublikował w Państwowym Wydawnictwie „Iskry” w 1974 roku. W 1984 roku, w Spółdzielni Wydawniczej „Czytelnik” ukazała się Legenda o świętym pijaku i inne opowiadania Josepha Rotha w przekładzie na język polski i wyborze Tadeusza Zawieruchy.

### Proza
Drukiem ukazały się:
- Selekcja, Iskry, 1974[12][2]; powieść oparta na motywach autobiograficznych[1] o losach outsidera Tadzia Kasprzaka, który bezskutecznie walczył o przyjęcie do szkoły teatralnej[4]. Na podstawie powieści Selekcja[6][13] Antoni Krauze razem z autorem książki napisali scenariusz do filmu Palec Boży[8][1][14][15], odtwórcą głównej roli był Marian Opania[9]; film został nagrodzony Srebrnym Lwem na Międzynarodowym Festiwalu Filmowym w Locarno[5]
- Między mostami. Opowieść w trzech częściach, Iskry, 1978[12][2], powieść oparta na motywach autobiograficznych[1][10] – przeżyciach z dzieciństwa[8]
- Celnik i jawnogrzesznica, Krajowa Agencja Wydawnicza, 1983[12][2], powieść psychologiczna oparta na motywach autobiograficznych[1][10]
- Reisefieber, opowiadanie[1], druk w „Miesięczniku Literackim”, 1988 nr 2/3[16]

### Dramat
Napisał następujące utwory dramatyczne:
- Inicjacja[10], tekst opublikowany w „Dialogu”, nr 6/1974[17]
- Tercet[10]
- Sidła[10]